# Prémio Autores
O Prémio Autores é uma premiação atribuída anualmente pela Sociedade Portuguesa de Autores, desde 2010.  Abrange as áreas das artes visuais, do cinema, da dança, da literatura, da música, da rádio, do teatro e da televisão.
A partir da 13ª edição, os vencedores começaram a ser divulgados digitalmente .

## Edições
| #           | Data                             | Local                                            | Apresentação                                                                               | Transmissão       | Ref    |
| ----------- | -------------------------------- | ------------------------------------------------ | ------------------------------------------------------------------------------------------ | ----------------- | ------ |
| 1.ª - 2010  | 28 de fevereiro de 2010          | Centro Cultural de Belém                         | Catarina Furtado                                                                           | RTP1              | [ 3 ]  |
| 2.ª - 2011  | 21 de fevereiro de 2011          | Centro Cultural de Belém                         | Catarina Furtado                                                                           | RTP1              | [ 4 ]  |
| 3.ª - 2012  | 27 de fevereiro de 2012          | Centro Cultural de Belém                         | Catarina Furtado                                                                           | RTP1              | [ 5 ]  |
| 4.ª - 2013  | 25 de fevereiro de 2013          | Centro Cultural de Belém                         | Catarina Furtado e Diogo Infante                                                           | RTP1              | [ 6 ]  |
| 5.ª - 2014  | 8 de maio de 2014                | Câmara Municipal de Lisboa                       | A gala não foi realizada                                                                   | —                 | [ 7 ]  |
| 6.ª - 2015  | 25 de maio de 2015               | Casino de Lisboa                                 | Catarina Furtado e Virgílio Castelo                                                        | RTP1              | [ 8 ]  |
| 7.ª - 2016  | 22 de março de 2016              | Teatro Nacional D. Maria II                      | Mafalda Arnauth e Pedro Lamares                                                            | RTP2              | [ 9 ]  |
| 8.ª - 2017  | 15 de março de 2017              | Centro Cultural de Belém                         | Mafalda Arnauth e Pedro Lamares                                                            | RTP2              | [ 10 ] |
| 9.ª - 2018  | 20 de março de 2018              | Centro Cultural de Belém                         | Ana Zanatti e Virgílio Castelo                                                             | RTP2              | [ 11 ] |
| 10.ª - 2019 | 27 de março de 2019              | Centro Cultural de Belém                         | Inês Fonseca Santos e Luís Caetano                                                         | RTP2              | [ 12 ] |
| 11.ª - 2020 | 26 de março de 2020 (cancelado)α | Centro Cultural de Belém (cancelado)α            | A gala foi cancelada devido a pandemia de Covid-19 antes da divulgação dos apresentadoresα | RTP2 (cancelado)α | [ 13 ] |
| 12ª - 2021  | 16 de novembro de 2021           | Aula Magna da Reitoria da Universidade de Lisboa | A gala não foi realizada. Optou-se por um concerto de Paulo de Carvalho.                   | —                 | [ 14 ] |
| 13ª - 2022  | 24 de março de 2023              | —                                                | —                                                                                          | —                 | [ 2 ]  |
| 14ª - 2023  | 3 de novembro de 2023            | —                                                | —                                                                                          | —                 | [ 15 ] |

## Categorias
| - Artes visuais - Melhor trabalho de fotografia - Melhor exposição de artes plásticas - Melhor trabalho cenográfico - Cinema - Melhor argumento - Melhor atriz - Melhor ator - Melhor filme - Dança - Melhor coreografia - Melhor bailarino/a - Literatura - Melhor livro infantojuvenil - Melhor livro de poesia - Melhor livro de ficção narrativa | - Música - Melhor canção - Melhor trabalho de música erudita - Melhor disco - Rádio - Melhor programa de rádio - Teatro - Melhor argumento português representado - Melhor espetáculo - Melhor atriz - Melhor ator - Televisão - Melhor programa de entretenimento - Melhor programa de ficção - Melhor programa de informação |